# Luise Huyn
Luise Huyn (* 6. November 1843 in Koblenz; † 7. Januar 1915 ebenda) war eine deutsche Schriftstellerin, die auch unter den Pseudonymen „M. Ludolff“ und „M. Ludolff-Huyn“ publizierte.

## Leben
Sie war die Tochter des Rechtsanwalts Franz Huyn und verbrachte ihre Jugend im elterlichen Hause als einziges Mädchen neben sieben Brüdern. Sie besuchte eine katholische höhere Töchterschule. Nachdem sie einige literarische Arbeiten in den Feuilletons von Zeitungen herausbringen konnte, veröffentlichte sie seit 1876 Bücher mit Romanen, Erzählungen und Novellen. Sie starb in Koblenz im Alter von 71 Jahren.

## Werke
- Erzählungen. Henry, Bonn 1876.
- Die Tochter des Spielers. Novelle. Hauptmann, Bonn 1877.
- Verschiedene Wege. Novelle. Hauptmann, Bonn 1879.
- Das Geschlecht der Reichenau. Novelle. Hauptmann, Bonn 1882.
- Verschollen. Roman. 2 Bände. Hauptmann, Bonn 1884.
- Felicitas. Roman. 2 Bände. Hauptmann, Bonn 1887.
- Sein letzter Wille. Erzählung. Kirchheim, Mainz 1888.
- Beata. Novelle. Hauptmann, Bonn 1892.
- Der Talisman. Novelle. Hauptmann, Bonn 1892.
- In sturmbewegter Zeit. Roman. Hauptmann, Bonn 1893.
- Zu spät. Novelle. Hauptmann, Bonn 1893.
- Novellenkranz. 3 Bände. Hauptmann, Bonn 1895.
- Das stille Schloss. Erzählung in 2 Teilen. Hauptmann, Bonn 1896.
- Ein Sträußlein Erzählungen für meine kleinen Freundinnen und Freunde. Vereinsdruckerei, Limburg 1898.
- Einsam. Roman. (Roman- und Novellen-Schatz, Jg. 1, Bd. 1) 1899.
  - Erstdruck als Die Einsamen in: Grazer Volksblatt, 1897[2]
- In gefährlicher Gesellschaft. Doppelroman. Hauptmann, Bonn 1900.
- Das kluge Peterlein. Vereinsdruckerei, Limburg 1900.
- Das Kind des Vagabunden. Novelle. Hauptmann, Bonn 1901.
- Vor hundert Jahren. Roman. Hauptmann, Bonn 1902.
- M. Ludolff-Huyn: Weihnachts-Erzählungen. Missionsdruckerei, Steyl, 1904.[3] Enthält: Frommer Glaube. Großmütterchens Christbescherung. Das Glück. 3 Erzählungen.
- Verhängnisvolle Augenblicke. Erzählung. Hauptmann, Bonn 1909.
- Onkel Hans und anderes. Original-Erzählung. Hauptmann, Bonn 1909.